# José Gomes Domingues
José Gomes Domingues (Leopoldina, 10 de agosto de 1906 - 1º de julho de 1977) foi um advogado e político brasileiro do estado de Minas Gerais.
José Domingues foi Juiz de Paz na sede do município de Leopoldina, entre os anos de 1932 e 1935. Nesta mesma cidade tornou-se Delegado Municipal de Polícia, a partir de 1935.
Foi deputado estadual de Minas Gerais na 6ª legislatura da Assembleia (1967 - 1971).

Ocupou a Secretaria de Administração do Estado de Minas Gerais, no Governo Rondon Pacheco.